# 지아 모헤딘

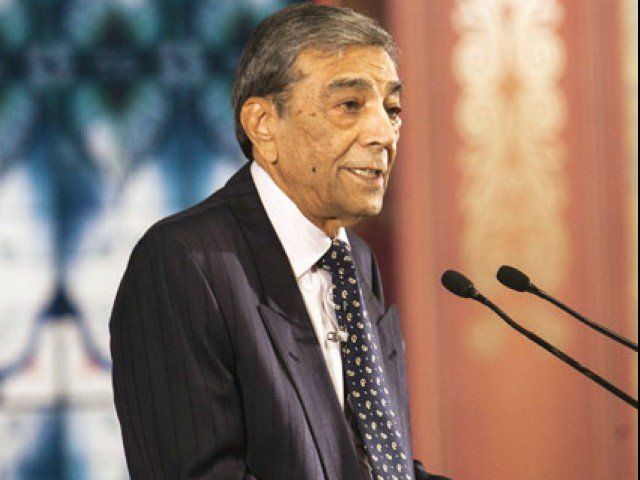

지아 모헤딘(Zia Mohyeddin, 1931년 6월 20일 ~ 2023년 2월 13일)은 파키스탄의 배우, 텔레비전 배우이다.
파이살라바드에서 태어났다.

## 출연

### 영화
- 라스트 리마크스 (2012년)
- 둠즈데이 건 (1994년)
- 사랑의 여의사 (1987년)
- 아샨티 (1979년)
- 봄베이 토키 (1970년)
- 지브롤터에서 온 선원 (1967년)
- 하르툼 공방전 (1966년)
- 인도로 가는 길 (1965년)
- 비밀첩보원 (1964년)
- 아라비아의 로렌스 (1962년)